# Méav Ní Mhaolchatha
Méav Ní Mhaolchatha är en irländsk musiker i gruppen Anúna. Hon var tidigare med i Celtic Woman. Hon spelar harpa, piano och sjunger traditionell irisk musik, oftast på iriska. 